# ブレイクナム子爵
ブレイクナム子爵（英: Viscount Blakenham）はイギリスの子爵、貴族。連合王国貴族爵位。リストーエル伯爵家の分家筋にあたる。

## 歴史
第4代リストーエル伯爵リチャード・ヘアの三男であるジョン・ヘア(1911-1982)は保守党の政治家として活動し、陸軍大臣や労働大臣といった政府要職を歴任した。彼はランカスター公領担当相在任中の1963年11月8日に連合王国貴族としてサフォーク州リトル・ブレイクナムのブレイクナム子爵(Viscount Blakenham, of Little Blakenham in the County of Suffolk)に叙せられた。彼ののちは息子のマイケルが爵位を相続した。
2代子爵マイケル(1938-2018)は王立鳥類保護協会会長を務めた。
その息子である3代子爵キャスパー(1972-)がブレイクナム子爵家現当主である。

子爵家のモットーは、主家リストーエル伯爵家と同じく『神を瀆すあらゆるものを嫌悪する(Obi Profanum)』。

## ブレイクナム子爵（1963年）
- 初代ブレイクナム子爵ジョン・ヒュー・ヘア（英語版） （1911–1982）
- 第2代ブレイクナム子爵マイケル・ジョン・ヘア（英語版） （1938-2018）
- 第3代ブレイクナム子爵キャスパー・ジョン・ヘア （1972‐ ）

爵位の法定推定相続人は、現当主の息子イニゴ・ヘア閣下。 

## 系図
ブレイクナム子爵家家系図は、こちらの系図を参照のこと。